# Prakseda Wolska
Prakseda Wolska (ur. 1898, zm. 1974) – polska nauczycielka, pedagog, kierownik szkoły i bibliotekarka, związana z Chodzieżą.

## Życiorys
Po ukończeniu Seminarium Nauczycielskiego w Poznaniu pierwszą pracę podjęła w Puszczykowie. W 1922 została nauczycielką w szkole powszechnej w Chodzieży (obecnie Szkoła Podstawowa nr 1 przy ul. Staszica 19), kierowanej przez rektora Franciszka Nowackiego. W ciągu kilkunastu lat pracy zdobyła sobie szacunek współpracowników i zwierzchników, wobec czego w 1933, w chwili przejścia Nowackiego na emeryturę, jako najstarsza stażem nauczycielka tymczasowo przejęła jego obowiązki. Pełniła je do końca kwietnia 1934, tj. podziału szkoły na oddział męski i żeński. Kierowała następnie szkołą żeńską aż do wybuchu II wojny światowej. Doprowadziła w roku szkolnym 1937/1938 do nadania szkole imienia królowej Jadwigi. Wolska kierowała nie tylko Publiczną Szkołą Powszechną nr 2 im. Królowej Jadwigi, ale również mieszczącymi się w tym samym budynku Szkołą Gospodarstwa Domowego oraz żeńską Dokształcającą Szkołą Zawodową nr 2.
Działała w Związku Nauczycielstwa Polskiego, od lutego 1939 kierowała ogniskiem związkowym w Chodzieży.
W czasie okupacji została wysiedlona do Terespola. Powróciła do Chodzieży w kwietniu 1945 i ponownie przejęła obowiązki kierownika szkoły żeńskiej nr 2. W 1948 przeszła do szkolnictwa zawodowego, potem przez pewien czas pracowała w administracji oświatowej. Organizowała Bibliotekę Pedagogiczną w Chodzieży, która była filią Biblioteki Pedagogicznej w Pile, i kierowała nią do przejścia na emeryturę w 1965.
Była autorką artykułów z zakresu bibliotekarstwa pedagogicznego (m.in. Organizacja punktów bibliotecznych, „Z doświadczeń bibliotek szkolnych i pedagogicznych”, rocznik 2, 1960).  
Zmarła w 1974, pochowana została na cmentarzu w Chodzieży.